# Post Falls
Post Falls – miasto w Stanach Zjednoczonych, w stanie Idaho, w hrabstwie Kootenai.